# Linda Christian

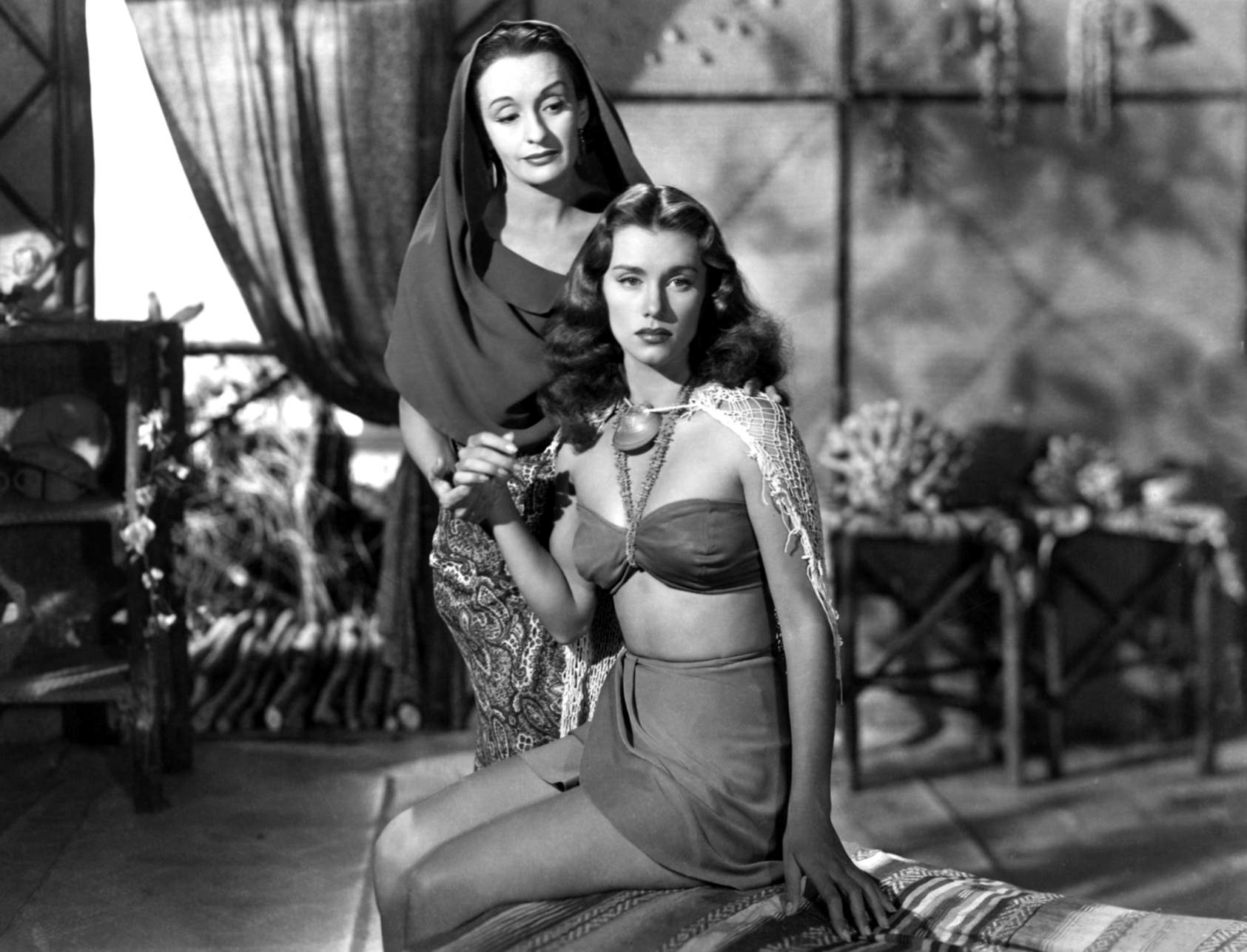
Linda Christian (sittande) i filmen Tarzan och kvinnan från havet från 1948.

Linda Christian, ursprungligen Blanca Rosa Welter, född 13 november 1923 i Tampico i Tamaulipas i Mexiko, död 22 juli 2011 i Palm Springs i Kalifornien, var en amerikansk skådespelerska.
Hon var dotter till en nederländsk oljeleverantör och växte upp i Venezuela, Sydafrika, Nederländerna, Schweiz och Brittiska Palestinamandatet. I Palestina arbetade hon vid det brittiska censur-kontoret medan hon studerade medicin.
Hennes filmdebut skedde 1946 i Under Mexikos himmel. Christian spelade även Valerie Mathis, även kallad Vesper Lynd, i tv-versionen av Ian Flemings debutroman Casino Royale från 1954. Hon kan därmed betraktas som den första Bondbruden.
Åren 1949–1956 var hon gift med skådespelaren Tyrone Power, med vilken hon fick två döttrar, av vilka Romina Power under 1970- och 80-talet ingick musikduon Al Bano & Romina Power. Christian avled av tjocktarmscancer 2011.

## Filmografi i urval
- Under Mexicos himmel (1946)
- Tarzan och kvinnan från havet (1948)
- Slaves of Babylon (1953)
- Casino Royale (1954)
- Thunderstorm (1956)
- Hotel International (1963)
- Sanningens ögonblick (1965)